# Ацетат бериллия
Ацета́т бери́ллия — неорганическое соединение, соль металла бериллия и уксусной кислоты с формулой Be(CH3COO)2, бесцветные кристаллы, не растворимые в воде.

## Получение
- Действие ледяной уксусной кислоты на раствор хлорида бериллия в бензоле:

{\displaystyle {\mathsf {BeCl_{2}+CH_{3}COOH\ {\xrightarrow {}}\ Be(CH_{3}COO)_{2}+2HCl\uparrow }}}
- Реакция уксусного ангидрида с основным ацетатом бериллия:

{\displaystyle {\mathsf {Be_{4}O(CH_{3}COO)_{6}+(CH_{3}CO)_{2}O\ {\xrightarrow {}}\ 4Be(CH_{3}COO)_{2}}}}

## Физические свойства
Ацетат бериллия образует бесцветные кристаллы плохо растворимые в воде, этаноле, диэтиловом эфире, тетрахлорметане.

## Химические свойства
- В воде подвергается гидролизу.